# Sothis
Sothis – pierwszy minialbum deathmetalowej grupy muzycznej Vader, wydany w 1994 roku na obszarze Polski przez Baron Records, pozostałe regiony: USA, Kanada oraz Europa dzięki Repulse Records. Płyta została nagrana i zmiksowana w Modern Sound Studio w Gdyni w marcu 1994 roku. Utwory 1, 3, i 6 zarejestrowano w W. Świech Studio w Olsztynie również w marcu 1994.
Gościnnie w nagraniach wziął udział gitarzysta Grzegorz Skawiński znany z występów w formacji O.N.A., który zagrał partie solową w interpretacji utworu „Black Sabbath”. W tekstach przeważają nawiązania do twórczości H.P. Lovecrafta.
W 1998 roku firma Metal Mind Productions wydała reedycję minialbumu. W 2012 roku nakładem wytwórni muzycznej Witching Hour Productions ukazało się wznowienie nagrań. Jako materiał dodatkowy na płycie znalazł się występ zespołu zarejestrowany podczas festiwalu w Jarocinie w 1994 roku.

## Lista utworów
Opracowano na podstawie materiału źródłowego.
| Nr | Tytuł utworu                          | Słowa                                               | Muzyka                                              | Długość |
| -- | ------------------------------------- | --------------------------------------------------- | --------------------------------------------------- | ------- |
| 1. | „Hymn to the Ancient Ones”            |                                                     | Piotr Wiwczarek                                     | 01:52   |
| 2. | „Sothis”                              | Paweł Wasilewski                                    | Piotr Wiwczarek                                     | 03:46   |
| 3. | „De Profundis”                        | utwór instrumentalny                                | Piotr Wiwczarek                                     | 01:31   |
| 4. | „Vision and the Voice”                | Paweł Wasilewski                                    | Piotr Wiwczarek                                     | 03:27   |
| 5. | „The Wrath”                           | Piotr Wiwczarek                                     | Piotr Wiwczarek                                     | 04:54   |
| 6. | „R’lyeh”                              | utwór instrumentalny                                | Piotr Wiwczarek                                     | 01:53   |
| 7. | „Black Sabbath (cover Black Sabbath)” | Ozzy Osbourne, Tony Iommi, Geezer Butler, Bill Ward | Ozzy Osbourne, Tony Iommi, Geezer Butler, Bill Ward | 06:20   |
|    |                                       |                                                     |                                                     | 23:43   |

| Utwory dodatkowe - reedycja 2012 | Utwory dodatkowe - reedycja 2012                   | Utwory dodatkowe - reedycja 2012 | Utwory dodatkowe - reedycja 2012 | Utwory dodatkowe - reedycja 2012 |
| Nr                               | Tytuł utworu                                       | Słowa                            | Muzyka                           | Długość                          |
| -------------------------------- | -------------------------------------------------- | -------------------------------- | -------------------------------- | -------------------------------- |
| 1.                               | „Dark Age (live, Jarocin 1994)”                    | Piotr Wiwczarek                  | Piotr Wiwczarek                  | 4:36                             |
| 2.                               | „Testimony (live, Jarocin 1994)”                   | Piotr Wiwczarek                  | Piotr Wiwczarek                  | 3:34                             |
| 3.                               | „Vicious Circle (live, Jarocin 1994)”              | Paweł Wasilewski                 | Piotr Wiwczarek                  | 2:59                             |
| 4.                               | „Crucified Ones (live, Jarocin 1994)”              | Piotr Wiwczarek                  | Piotr Wiwczarek                  | 3:29                             |
| 5.                               | „The Wrath (live, Jarocin 1994)”                   | Piotr Wiwczarek                  | Piotr Wiwczarek                  | 4:21                             |
| 6.                               | „Sothis (live, Jarocin 1994)”                      | Paweł Wasilewski                 | Piotr Wiwczarek                  | 3:28                             |
| 7.                               | „Raining Blood (live, Jarocin 1994; cover Slayer)” | Jeff Hanneman, Kerry King        | Jeff Hanneman                    | 3:31                             |
|                                  |                                                    |                                  |                                  | 25:58                            |

## Twórcy
Opracowano na podstawie materiału źródłowego.
| Zespół Vader w składzie - Piotr „Peter” Wiwczarek – gitara rytmiczna, gitara prowadząca, gitara basowa, śpiew, słowa - Jarosław „China” Łabieniec – gitara prowadząca - Krzysztof „Docent” Raczkowski – perkusja Notatki - A^ Wymieniony na płycie, nie brał udziału w nagraniach. |  | Dodatkowi muzycy - Grzegorz Skawiński – gitara prowadząca (utwór „Black Sabbath”) Inni - Leszek "Shambo" Rakowski – gitara basowa[A] Produkcja - Tomasz Bonarowski – produkcja muzyczna, inżynieria dźwięku, realizacja - Krzysztof Lutostański – projekt okładki i wykonanie - Paweł Wasilewski – słowa - Wojciech i Sławomir Wiesławscy – remastering - Zbigniew Bielak – oprawa graficzna (reedycja) |

## Wydania
| Rok  | Nr katalogowy | Format                | Wydawca                         | Region           | Źródło |
| ---- | ------------- | --------------------- | ------------------------------- | ---------------- | ------ |
| 1994 | BMR 072       | Cass, MiniAlbum       | Baron Records                   | Polska           | [ 5 ]  |
| 1994 | BMR CD 010    | CD, MiniAlbum         | Baron Records                   | Polska           | [ 5 ]  |
| 1995 | RPS 013 MCD   | CD, MiniAlbum         | Repulse Records                 | Hiszpania/Europa | [ 5 ]  |
| 1998 | MMP CD 0056   | CD, MiniAlbum, RE     | Metal Mind Records              | Polska           | [ 5 ]  |
| 1998 | MMP 0056      | Cass, MiniAlbum       | Metal Mind Records              | Polska           | [ 5 ]  |
| 2012 | NIGHT 134     | 12", MiniAlbum        | Night Of The Vinyl Dead Records | Włochy/Europa    | [ 5 ]  |
| 2012 | EVIL 041CD    | CD, MiniAlbum, RE, RM | Witching Hour Productions       | Polska/Europa    | [ 5 ]  |